# Jonathan Bolingi
Jonathan Bolingi Mpangi Merikani (ur. 30 czerwca 1994 w Kinszasie) – kongijski piłkarz występujący na pozycji napastnika w Buriram United FC.
Jonathan Bolingi profesjonalną karierę rozpoczął w CS Don Bosco. W 2012 roku zdobył z tym drugoligowym klubem Puchar Demokratycznej Republiki Konga, a następnie awansował do Linafoot. W sezonie 2013/14 grał w Jomo Cosmos FC z południowoafrykańskiej drugiej ligi. W 2014 roku wrócił do Demokratycznej Republiki Konga i został piłkarzem TP Mazembe. W 2015 roku wygrał z tym klubem Ligę Mistrzów CAF, dzięki czemu wystąpił w grudniowych Klubowych Mistrzostwach Świata. Zagrał tam w przegranym 0:3 meczu ćwierćfinałowym z Sanfrecce Hiroszima. W 2016 roku Bolingi z klubem z Lubumbashi wywalczył Afrykański Super Puchar, a następnie Afrykański Puchar Konfederacji.
W 2017 roku Bolingi przeszedł do Standardu Liège. Latem 2017 został wypożyczony do klubu Royal Excel Mouscron. W 2017 przeszedł do Royalu Antwerp FC. Był z niego wypożyczany do KAS Eupen (2019-2020), MKE Ankaragücü (2020-2021) i FC Lausanne-Sport (2021). W 2021 przeszedł do tajskiego Buriram United FC.
W reprezentacji Demokratycznej Republiki Konga zadebiutował 15 października 2014 w wygranym 4:3 meczu z Wybrzeżem Kości Słoniowej. Bolingi wziął udział w Mistrzostwach Narodów Afryki 2016, które Kongijczycy wygrali. Bolingi został powołany na Puchar Narodów Afryki 2017.
Jonathan Bolingi jest synem Mpangiego Merikaniego, byłego bramkarza reprezentacji Zairu, w której grał w latach 1986-1996. Mpangi Merikani uczestniczył w Pucharze Narodów Afryki w latach 1988, 1992 i 1996.